# (6393) 1990 HM1
A (6393) 1990 HM1 a Naprendszer kisbolygóövében található aszteroida. Siozava Hitosi és Kizava Minoru fedezte fel 1990. április 29-én.